# Ukhrul (Distrikt)
Der Distrikt Ukhrul (bis 1983 Manipur East) ist ein Distrikt im indischen Bundesstaat Manipur. Verwaltungssitz ist die namensgebende Stadt Ukhrul.

## Geografie

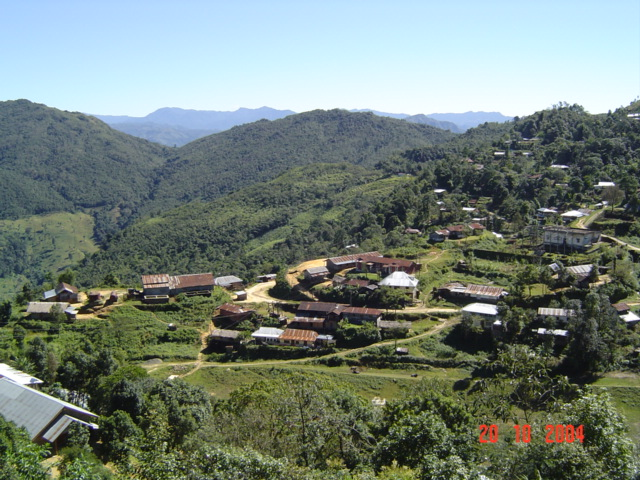
Blick auf ein Dorf im Distrikt Ukhrul

Der Distrikt Ukhrul liegt im Nordosten Manipurs an der Grenze zu Myanmar (Burma). Nachbardistrikte sind Kamjong im Süden, Kangpokpi im Südwesten und Westen sowie Senapati im Westen und Nordwesten. Letzterer gehört bereits zum Nachbarbundesstaat Nagaland. Im Osten liegt die Staatsgrenze zu Myanmar.
Die Fläche des Distrikts Ukhrul beträgt seit der Abspaltung des Distrikts Kamjong noch 2206 Quadratkilometer. Das Distriktgebiet ist gebirgig und dicht bewaldet: Der Distrikt Ukhrul liegt im Patkai-Gebirge, die Höhenlage reicht von 913 bis über 3.114 Metern. 63 Prozent des Distriktgebiets werden von Wald bedeckt. Mit dem Khayang Peak befindet sich der höchste Berg Manipurs im Distrikt Ukhrul. Der bekannteste Berg ist aber der 2.835 Meter hohe Shirui Kashung oder Sirohi. Die Distrikthauptstadt Ukhrul liegt auf 2.020 Metern über dem Meeresspiegel. Das Klima ist durch die Höhenlage gemäßigt. Die Jahrestemperatur schwankt von 3 bis 33 °C, der durchschnittliche Jahresniederschlag beträgt 1.763 Millimeter.
Das Bergmassiv des Shirui Kashung ist reich an einer seltenen Flora. 1998 wurde hier der Sirohi-Nationalpark eingerichtet. In dem Gebiet wächst die seltene Lilie Lilium mackliniae, die 1989 zur Staatsblume von Manipur erklärt wurde. In dem Schutzgebiet leben außerdem viele seltene Tiere, wie den Blythtragopan (Tragopan blythii), seltene Schuppentiere, Tiger oder Leoparden.

## Geschichte
Während der britischen Kolonialzeit gehörte das Gebiet des heutigen Distrikts Ukhrul zum Königreich Manipur, einem formal unabhängigen Fürstenstaat unter britischer Oberherrschaft. Ursprünglich waren die Stammesgebiete in den Bergen Manipurs sich selbst überlassen. Nach dem Kuki-Aufstand von 1917–1919 sahen die Briten aber die Notwendigkeit einer administrativen Kontrolle der Berggegenden und richteten die Sub-Division Ukhrul ein. Nach der indischen Unabhängigkeit vollzog Manipur 1949 den Anschluss an Indien. Als Manipur 1969 in ursprünglich fünf Distrikte eingeteilt wurde, wurde der heutige Distrikt Ukhrul unter dem Namen „Manipur East“ zu einem eigenständigen Distrikt. 1983 wurde er in „Distrikt Ukhrul“ umbenannt. Im Jahr 2016 spaltete sich der Süden des Distrikts ab und wurde zum Distrikt Kamjong.

## Bevölkerung

### Übersicht
Nach der Volkszählung 2011 hat der Distrikt Ukhrul 138.382 Einwohner. Bei 63 Einwohnern pro Quadratkilometer ist der Distrikt nur dünn besiedelt. Die Bevölkerungsdichte ist die zweitniedrigste aller Distrikte Manipurs und beträgt nur die Hälfte des Bundesstaatsdurchschnitts von 122 Einwohnern pro Quadratkilometer. Die Bevölkerungsentwicklung ist aber stark ansteigend: Zwischen 2001 und 2011 wuchs die Einwohnerzahl um 30,1 Prozent und damit deutlich schneller als im Mittel Manipurs (18,7 Prozent). Der Distrikt ist deutlich ländlich geprägt und hat eine überdurchschnittliche Alphabetisierung. Es gibt nur wenige Dalits (scheduled castes), aber sehr viele Angehörige der anerkannten Stammesgemeinschaften (scheduled tribes).

### Bevölkerungsentwicklung
Wie überall in Indien wächst die Einwohnerzahl im Distrikt Ukhrul seit Jahrzehnten stark an. Die Subdivisionen Ukhrul Central und Ukhrul North decken das Gebiet seit 1971 in heutigem Umfang ab. Daher sind Zahlen erst seit dieser Zeit verfügbar. Die Zunahme betrug in den Jahren 2001–2011 rund 33 Prozent (32,63 %). In diesen zehn Jahren nahm die Bevölkerung um mehr als 34.000 Menschen zu. Die genauen Zahlen verdeutlicht folgende Tabelle:

### Bedeutende Orte
Es gibt im Distrikt mit dem Hauptort Ukhrul nur eine einzige städtische Siedlung. Deshalb ist der Anteil der städtischen Bevölkerung im Distrikt tief. Denn nur 27.187 der 138.382 Einwohner oder 19,65 % leben in städtischen Gebieten.

### Bevölkerung des Distrikts nach Geschlecht
Der Distrikt hatte immer mehr männliche wie weibliche Einwohner. Zeitweise (zwischen 1981 und 2001) lag der Anteil der männlichen Bevölkerung dennoch deutlich über dem indischen Durchschnitt. Dies ist typisch für weite Gebiete Indiens. Die Verteilung der Geschlechter sieht wie folgt aus:
| Verteilung der Bevölkerung nach Geschlecht im Distrikt Ukhrul |                   |                   |                   |                   |                   |                   |                   |                   |                   |                   |
|                                                               | Volkszählung 1971 | Volkszählung 1971 | Volkszählung 1981 | Volkszählung 1981 | Volkszählung 1991 | Volkszählung 1991 | Volkszählung 2001 | Volkszählung 2001 | Volkszählung 2011 | Volkszählung 2011 |
| Anzahl                                                        | Anteil            | Anzahl            | Anteil            | Anzahl            | Anteil            | Anzahl            | Anteil            | Anzahl            | Anteil            |                   |
| GESAMT                                                        | 42.121            | 100 %             | 57.482            | 100 %             | 79.980            | 100 %             | 104.342           | 100 %             | 138.382           | 100 %             |
| Männer                                                        | 21.558            | 51,18 %           | 30.197            | 52,53 %           | 42.580            | 53,24 %           | 54.856            | 52,57 %           | 71.245            | 51,48 %           |
| Frauen                                                        | 20.563            | 48,82 %           | 27.285            | 47,47 %           | 37.400            | 46,76 %           | 49.486            | 47,43 %           | 67.137            | 48,52 %           |

### Volksgruppen
In Indien teilt man die Bevölkerung in die drei Kategorien general population, scheduled castes und scheduled tribes ein. Die scheduled castes (anerkannte Kasten) mit (2011) 225 Menschen (0,16 Prozent der Bevölkerung) werden heutzutage Dalit genannt (früher auch abschätzig Unberührbare betitelt). Die scheduled tribes sind die anerkannten Stammesgemeinschaften mit (2011) 129.560 Menschen (93,62 Prozent der Bevölkerung), die sich selber als Adivasi bezeichnen. Zu ihnen gehören in Manipur 33 Volksgruppen. Aufgrund der Sprache (Zahlen für die Volksgruppen sind nur bis Distriktshöhe veröffentlicht) sind die Tangkhul, Thado, Kuki (Chin), Khezha und Chakesang die wichtigsten Gruppen innerhalb der anerkannten Stammesgemeinschaften im heutigen Distrikt.

### Bevölkerung des Distrikts nach Sprachen
Fast die ganze Bevölkerung des Distrikts Ukhrul spricht eine tibetobirmanische Sprache. Die weitverbreitetste Sprachgruppe ist Tangkhul (122.928 Personen oder 88,83 % der Distriktsbevölkerung). Weitere bedeutende Minderheitssprachen regionaler Herkunft sind Thado, Kuki (Chin), Khezha und Chakesang. Zuwanderersprachen sind die Sprachgruppe Hindi (2227 Personen oder 1,61 %) und Nepali.
Tangkhul dominiert in beiden Subdivision mit 87,54 % in Ukhrul North und 89,21 % in Ukhrul Central. Khezha und Chakesang werden hauptsächlich in der Subdivision Ukhrul North gesprochen. Thado, Kuki (Chin), Nepali und Hindi beschränken sich auf die Subdivision Ukhrul Central. Die Verteilung der Einzelsprachen sieht wie folgt aus:
| Jahr                                   | Tangkhul | Tangkhul | Thado | Thado  | Kuki | Kuki   | Nepali | Nepali | Khezha | Khezha | Hindi | Hindi  | Chakesang | Chakesang | Gesamt  | Gesamt   |
| Jahr                                   | Zahl     | %        | Zahl  | %      | Zahl | %      | Zahl   | %      | Zahl   | %      | Zahl  | %      | Zahl      | %         | Zahl    | %        |
| -------------------------------------- | -------- | -------- | ----- | ------ | ---- | ------ | ------ | ------ | ------ | ------ | ----- | ------ | --------- | --------- | ------- | -------- |
| 2011                                   | 122.928  | 88,83 %  | 3022  | 2,18 % | 2333 | 1,69 % | 2196   | 1,59 % | 1947   | 1,41 % | 1498  | 1,08 % | 1130      | 0,82 %    | 138.382 | 100,00 % |
| Quelle: Ergebnis der Volkszählung 2011 |          |          |       |        |      |        |        |        |        |        |       |        |           |           |         |          |

### Bevölkerung des Distrikts nach Bekenntnissen
Die Bewohner bekennen sich fast vollständig zum Christentum. Einzige bedeutende religiöse Minderheit sind die Hindus, die weit überwiegend in der Subdivision Ukhrul Central leben (5553 Personen oder 5,17 % der dortigen Einwohnerschaft). In den letzten hundert Jahren traten fast alle Stammesangehörige (scheduled tribes) zum Christentum über. Die genaue religiöse Zusammensetzung der Bevölkerung zeigt folgende Tabelle:
| Jahr                                   | Buddhisten | Buddhisten | Christen | Christen | Hindus | Hindus | Jainas | Jainas | Muslime | Muslime | Sikhs | Sikhs  | Andere | Andere | keine Angaben | keine Angaben | Gesamt  | Gesamt   |
| Jahr                                   | Zahl       | %          | Zahl     | %        | Zahl   | %      | Zahl   | %      | Zahl    | %       | Zahl  | %      | Zahl   | %      | Zahl          | %             | Zahl    | %        |
| -------------------------------------- | ---------- | ---------- | -------- | -------- | ------ | ------ | ------ | ------ | ------- | ------- | ----- | ------ | ------ | ------ | ------------- | ------------- | ------- | -------- |
| 2011                                   | 518        | 0,37 %     | 130.208  | 94,09 %  | 6309   | 4,56 % | 54     | 0,04 % | 920     | 0,66 %  | 92    | 0,07 % | 30     | 0,02 % | 251           | 0,18 %        | 138.382 | 100,00 % |
| Quelle: Ergebnis der Volkszählung 2011 |            |            |          |          |        |        |        |        |         |         |       |        |        |        |               |               |         |          |

## Bildung
Trotz bedeutender Anstrengungen ist das Ziel der vollständigen Alphabetisierung noch nicht erreicht. Während mehr als 90 % der Männer in den Städten lesen und schreiben können, liegt der Alphabetisierungsgrad der Frauen auf dem Land bei rund 75 %. Dies ist ein für Indien hoher Wert. Die Bildung in den letzten Jahrzehnten hat riesige Fortschritte gemacht. Dies zeigt folgende Tabelle:
| Alphabetisierung im Distrikt Ukhrul    |                   |                   |
| Einheit                                | Volkszählung 2011 | Volkszählung 2011 |
| Einheit                                | Anzahl            | Anteil            |
| GESAMT                                 | 97.766            | 81,33 %           |
| Männer                                 | 52.709            | 85,32 %           |
| Frauen                                 | 45.057            | 77,11 %           |
| STADT GESAMT                           | 21.185            | 88,92 %           |
| Stadt-Männer                           | 11.170            | 91,68 %           |
| Stadt-Frauen                           | 10.015            | 86,04 %           |
| LAND GESAMT                            | 76.581            | 79,45 %           |
| Land-Männer                            | 41.539            | 83,75 %           |
| Land-Frauen                            | 35.042            | 74,89 %           |
| Quelle: Ergebnis der Volkszählung 2011 |                   |                   |

## Verwaltung
Der heutige Distrikt ist in die vier Subdivisionen Chingai, Jessami, Lungchong Maiphei und Ukhrul unterteilt.